# Prorogations de guerre
 (janvier 2016).
- Si vous ne connaissez pas le sujet, laissez ce bandeau (vous pouvez alors contacter les auteurs).
- Si vous supprimez le contenu mis en cause (vous pouvez préalablement contacter les auteurs),

argumentez précisément cette suppression dans la page de discussion
(un manque de référence n'est pas un argument ; une recherche réelle de référence doit avoir été effectuée, être formellement documentée).
Dans plusieurs pays européens, les prorogations de guerre ou prorogations pour fait de guerre sont (ou ont été) des extensions de la durée des droits d'auteur, accordées aux œuvres publiées avant ou pendant les conflits mondiaux du XXe siècle, et ajoutées à la durée normale de ces droits, afin de compenser les pertes d'exploitation occasionnées par ces guerres.

## Les prorogations en Europe
Les prorogations de guerre ont été ajoutées à la durée normale des droits d'auteur pour les œuvres publiées avant ou pendant les conflits mondiaux du XXe siècle. Cette extension avait pour but de compenser le manque à gagner subi par les auteurs ou leurs ayants droit en raison des hostilités ou pour compenser la mort prématurée des auteurs morts pour la France.
La durée de ces prorogations, correspondant à l'une ou l'autre des guerres mondiales, ou aux deux, ont été calculées différemment dans chaque pays.
- Belgique : 10 ans (introduites en 1921[3], non abrogées mais obsolètes) ;
- Italie : 6 ans (introduites en 1945, abrogées en 1995)[4] ;
- France : 14 ans et 272 jours (introduites en deux temps, en 1919 puis 1951, non abrogées mais obsolètes, sauf pour les « morts pour la France » et les auteurs d'œuvres musicales – voir plus bas) ;
- Russie : 4 ans (introduites en 1993, toujours en vigueur)[5].

La directive européenne de 1993, entrée en application dans l'Union européenne le 1er juillet 1995, a allongé la durée normale des droits d'auteur (qui jusque-là était le plus souvent de 50 ans post mortem, conformément aux dispositions de la Convention de Berne) à 70 ans post mortem.
L'effet de cet allongement est l'absorption des prorogations de guerre dans la nouvelle durée normale, puisque leurs durées étaient toutes inférieures à 20 ans. En conséquence, les lois nationales des États membres de l'Union européenne sur les prorogations de guerre ont été soit abrogées lors de la transposition de la directive (cas de l'Italie), soit, quoique techniquement toujours en vigueur, rendues caduques par la nouvelle situation (cas de la France, où les prorogations sont toujours inscrites dans le Code de la propriété intellectuelle, ou de la Belgique).

## Prorogation de guerre en France

### Textes de référence

#### Chronologie
| Année | Texte                                                                             | Effet |
| ----- | --------------------------------------------------------------------------------- | --- |
| 1866  | Loi du 14 juillet 1866                                                            | Protection de 50 ans du droit des auteurs. |
| 1919  | Loi du 3 février 1919                                                             | Prorogations de la première guerre mondiale sur la durée légale. |
| 1951  | Loi n° 51-1119 du 21 septembre 1951                                               | Prorogations pour la seconde guerre mondiale sur la durée légale. |
| 1957  | Loi n° 57-298 du 11 mars 1957 sur la propriété littéraire et artistique           | La loi ne reprend pas les prorogations de guerre, mais ne les abroge pas. Les prorogations de guerre restent formellement définies par rapport à la loi de 1866, mais la durée de protection étant la même dans les deux cas, l'opinion commune est que ces prorogations doivent être comptées par rapport à la durée définie dans la nouvelle loi.                                                                         |
| 1985  | Loi n° 85-660 du 3 juillet 1985 (loi "Lang")                                      | Porte à 70 ans la protection des « compositions musicales avec ou sans paroles » dans la loi 57-298. L'opinion commune est que les prorogations de guerre doivent s'ajouter à cette nouvelle durée. |
| 1992  | Loi n° 92-597 du 1er juillet 1992 relative au code de la propriété intellectuelle | Le code explicite que les prorogations de guerre doivent être comptées par rapport aux droits accordés par la loi du 14 juillet 1866 (soit 50 ans). |
| 1995  | directive 93/98/CE                                                                | La durée des droits d'auteur est uniformément de 70 ans en Europe. La directive entre en vigueur le 1er juillet 1995. L'existence d'un éventuel régime plus favorable n'est pas abrogée, au titre d'un respect du « droit acquis », mais doit être appréciée à cette date. Si une œuvre est encore protégée quelque part en Europe à cette date, les droits d'auteur sont « ressuscités » pour toute l'Europe à cette date. |
| 1997  | Loi n° 97-283 du 27 mars 1997                                                     | Transpose en droit français la directive européenne. Les contrefaçons sur les œuvres « ressuscitées » peuvent être légalement poursuivies. |
| 2007  | Cour de cassation,                                                                | Juge que « la période de 70 ans retenue pour harmoniser la durée de protection des droits d’auteur au sein de la Communauté européenne couvre les prolongations pour fait de guerre accordées par certains États membres » : la prorogation de guerre n'est donc pas un droit acquis.[pertinence contestée] |

#### Définition légale des prorogations de guerre
Prorogations à la suite de la Première Guerre mondiale

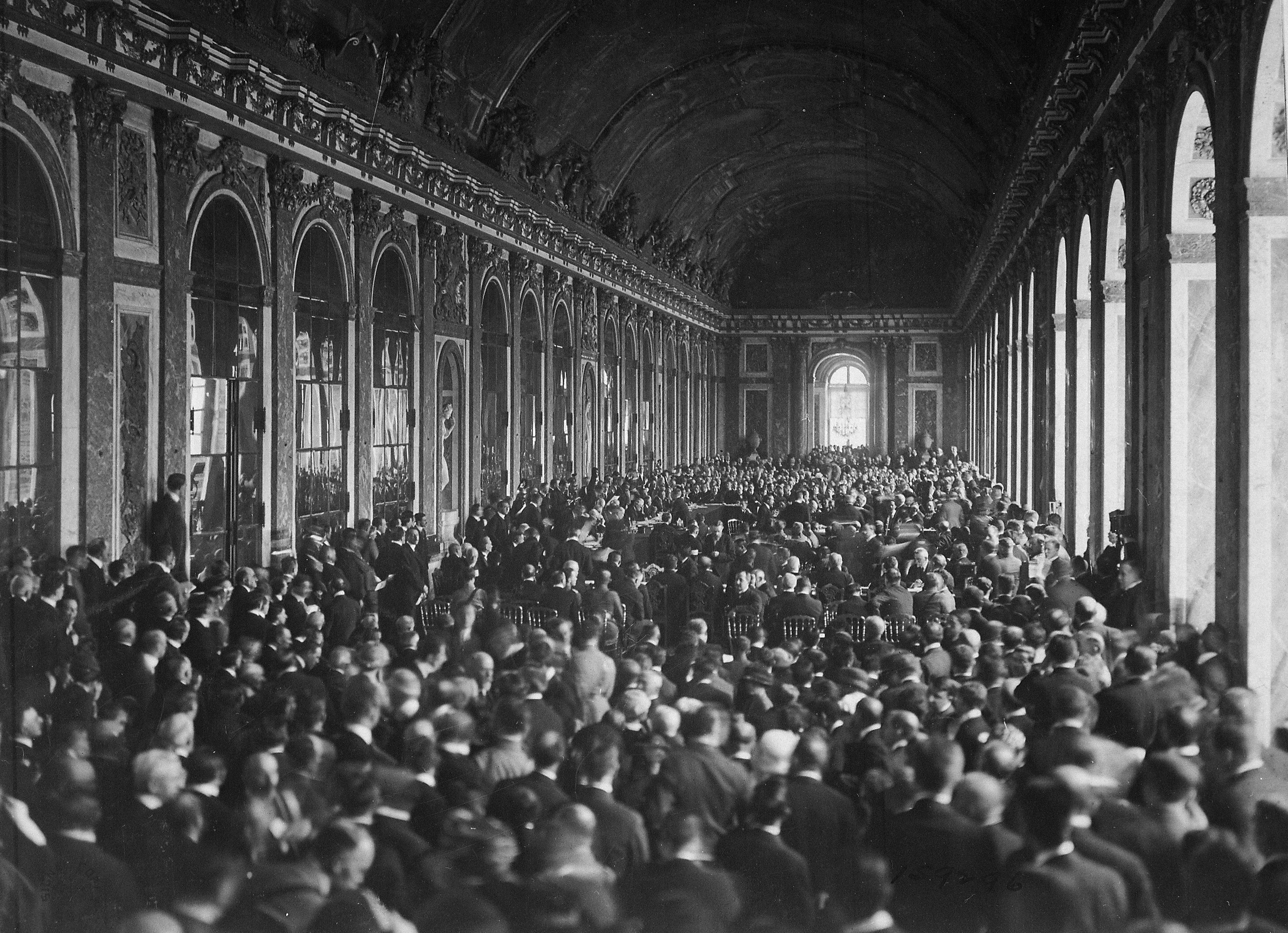
Signature du traité de Versailles dans la galerie des glaces, mettant fin au conflit de la Première Guerre mondiale le 28 juin 1919.

Après les traités de Versailles, de Saint-Germain et de Neuilly en 1919, les traités de Trianon et de Sèvres, en 1920, mettent fin au conflit.
(Article L123-8) « Les droits accordés par la loi du 14 juillet 1866 sur les droits des héritiers et des ayants cause des auteurs aux héritiers et autres ayants cause des auteurs, compositeurs ou artistes sont prorogés d'un temps égal à celui qui s'est écoulé entre le 2 août 1914 et la fin de l'année suivant le jour de la signature du traité de paix pour toutes les œuvres publiées avant cette dernière date et non tombées dans le domaine public le 3 février 1919. »
Cette prorogation est applicable aux œuvres publiées « avant cette dernière date », c'est-à-dire avant la « fin de l'année suivant le jour de la signature du traité de paix », ce qui est un peu flou. Cette formulation imprécise vient de ce que la loi du 3 février 1919 « prorogeant, en raison de la guerre, la durée des droits de propriété littéraire et artistique », a été adoptée avant la signature du Traité de Versailles « qui a mis fin au conflit » le 28 juin 1919.
Le « temps égal à celui qui s'est écoulé… », c'est-à-dire du 02/08/1914 inclus au 01/01/1921 non inclus, est initialement compté comme 6 ans et 152 jours,. Les œuvres publiées avant 1921 l'ayant aussi été avant 1948, cette durée se rajoute à la suivante, et donne une prorogation totale de 14 ans et 272 jours (soit 5386 jours, les années 1916, 1920, 1940 et 1944 ayant compté chacune 366 jours).
Prorogations à la suite de la Seconde Guerre mondiale
(Article L 123-9) « Les droits accordés par la loi du 14 juillet 1866 précitée et l'article L. 123-8 aux héritiers et ayants cause des auteurs, compositeurs ou artistes sont prorogés d'un temps égal à celui qui s'est écoulé entre le 3 septembre 1939 et le 1er janvier 1948, pour toutes les œuvres publiées avant cette date et non tombées dans le domaine public à la date du 13 août 1941. »
- Les œuvres concernées sont toutes celles publiées avant le 1er janvier 1948 ;
- Les droits accordés [...] sont de cinquante ans, plus les éventuelles prorogations de guerre applicables à la Première Guerre mondiale, intégrées ci-dessus ;
- Du 03/09/1939 inclus au 01/01/1948 non inclus, il s'est écoulé 8 ans et 120 jours (soit 3042 jours, les années 1940 et 1944 ayant compté chacune 366 jours).

Méthode de calcul
Primitivement, les droits accordés par la loi du 14 juillet 1866 sont accordés « pendant l'année civile en cours et les cinquante années qui suivent ». Ils cessent donc le premier janvier de l'année suivante.
Pour les œuvres d'avant la Première Guerre mondiale, la prorogation est de 14 ans et 272 jours (soit 5386 jours, les années 1916, 1920, 1940 et 1944 ayant compté chacune 366 jours). Les œuvres correspondantes entrent dans le domaine public le 30 septembre (ou le 29 si l'année est bissextile). Pour celles publiées entre les deux guerres, la prorogation est de 8 ans et 120 jours (soit 3042 jours, les années 1940 et 1944 ayant compté chacune 366 jours). Les œuvres correspondantes entrent dans le domaine public le 1er mai (ou le 30 avril si l'année est bissextile).

#### Droits des auteursmorts pour la France
Dans la codification française du droit d'auteur, les auteurs morts pour la France bénéficient ainsi d'une protection supplémentaire de 30 ans, et bénéficient explicitement des prorogations de guerre précédentes, mais cette durée supplémentaire est accordée par rapport à celle accordée par la loi du 14 juillet 1866, qui était initialement de cinquante ans.
(Article L 123-10) « Les droits mentionnés à l'article précédent sont prorogés, en outre, d'une durée de trente ans lorsque l'auteur, le compositeur ou l'artiste est mort pour la France, ainsi qu'il résulte de l'acte de décès. »
La durée de protection, pour ces auteurs, est donc de quatre-vingts ans (50 + 30), plus d'éventuelles prolongations de guerre :
- 80 ans post mortem auctoris (pma) pour les œuvres publiées à partir du 01/01/1948 inclus ;
- 88 ans et 120 jours pma pour les œuvres publiées du 01/01/1921 inclus au 31/12/1947 inclus ;
- 94 ans et 272 jours pma pour les œuvres publiées jusqu'au 31/12/1920 inclus.

Ainsi, la protection pour La Guerre des boutons, publiée en 1912 par Louis Pergaud, mort pour la France en 1915, a duré 94 ans et 272 jours à compter du 1er janvier 1916, soit jusqu'au 29 septembre 2010 inclus.

#### Superposition de deux régimes
(janvier 2016).
Après la codification du droit d'auteur en 1992, et après l'uniformisation des durées de protection à 70 ans en 1997, le code de la propriété intellectuelle définit finalement deux régimes possibles en France :
- Le régime commun, donnant une durée de protection de 70 ans après la mort de l'auteur ;
- Le régime des prorogations, donnant une durée de protection bénéficiant d'ajouts, mais basé sur une protection initiale de cinquante ans.

Ces deux durées de protections n'étant pas exclusives, n'importe quel auteur peut bénéficier de celle qui lui est la plus avantageuse.
En pratique, le régime des prorogations ne donne une protection supplémentaire que pour les auteurs morts pour la France, où la protection est de 80 ans (plus les éventuelles prorogations de guerre), puisque dans les autres cas le cumul des prorogations de guerre sur la base de cinquante ans ne permet pas de dépasser les soixante-dix ans.
Indépendamment de ce que la directive 93/98/CE visait à uniformiser les régimes de protection, le régime des prorogations (spécifique à la France) est légalement applicable en France, et est toujours appliqué (comme le montre en 2010 l'exemple de l'arrêté accordant à Irène Némirovsky le bénéfice du régime applicable aux « morts pour la France »). Il est de fait que ce régime d'exception, dans l'absolu, n'est pas tout à fait conforme à l'uniformisation demandée par la directive 93/98/CE, mais la différence éventuelle n'apparaîtra qu'à la fin des droits des auteurs morts pour la France le ou après le 1er juillet 1995, ce qui ne soulèvera d'éventuels litiges qu'à partir de 2066. Jusque là, rien ne permet de dire que cette non-conformité est source de préjudice, et d'ici là, la loi est susceptible de changer.
Le supplément de protection légale qu'apporte le régime des prorogations de guerre ne peut être invoqué qu'en France, non à l'étranger (sauf cas particulier). Au titre de la convention de Berne, en effet, « Les pays de l’Union ont la faculté d’accorder une durée de protection supérieure à celles prévues aux alinéas précédents », mais « Dans tous les cas, la durée sera réglée par la loi du pays où la protection sera réclamée; toutefois, à moins que la législation de ce dernier pays n’en décide autrement, elle n’excédera pas la durée fixée dans le pays d’origine de l’œuvre »

### Cas litigieux des œuvres musicales

#### Régime introduit par la loi Lang de 1985

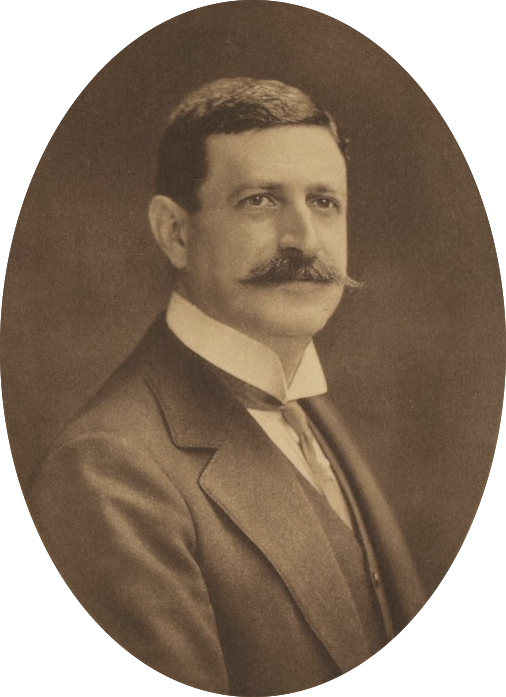
Fernand Halphen, compositeur, mort pour la France en 1917. Œuvres protégées jusqu'au 28 septembre 2032 inclus après la loi Lang, durée de protection réduite au 28 septembre 2012 inclus après la codification du droit d'auteur.

En France, la durée de protection (hors prorogations) était initialement fixée à une durée de cinquante ans par les articles 21 et suivants de la loi du 11 mars 1957.
Cette durée avait déjà été allongée, pour les seules « compositions musicales avec ou sans paroles », de 50 à 70 ans par l'article 8 de la loi 85-660 du 3 juillet 1985 (introduite par Jack Lang).
Pour ces œuvres, le régime exceptionnel de 70 ans, défini par une modification de la loi du 11 mars 1957, restait muet sur la question des prorogations de guerre.
Le texte définissant les prorogations était un texte indépendant, renvoyant explicitement aux « droits accordés par la loi du 14 juillet 1866 et par la loi du 3 février 1919 », donc à une durée de cinquante ans, mais définie par rapport à des textes de loi qui avaient été abrogés entre-temps. Cependant, cette abrogation ne faisait pas obstacle à l'application des prorogations, dans la mesure où l'intention du législateur était évidemment de proroger la durée de protection en vigueur, et non de se référer formellement à un texte abrogé en 1957.
Dans la mesure où le régime des prorogations n'était pas annulé, il était généralement admis que la durée de base sur lequel il était défini était celle du régime général, défini par les lois successives sur la propriété littéraire et artistique : la loi de 1957, modifiée par la loi Lang de 1985.
De ce fait, après l'amendement de la loi Lang pour les œuvres musicales, en superposant la durée de 70 ans au régime des prorogations, la durée de protection était potentiellement de :
- 78 ans et 120 jours post mortem auctoris (pma) pour les œuvres publiées du 01/01/1921 inclus au 31/12/1947 inclus ;
- 84 ans et 272 jours pma pour les œuvres publiées jusqu'au 31/12/1920 inclus.

De plus, si le compositeur avait été reconnu mort pour la France, la prorogation de 30 ans s'ajoutait aux 70 ans post mortem et aux prorogations de guerre ; la durée de protection était alors potentiellement de :
- 100 ans post mortem auctoris pour les œuvres publiées à partir du 01/01/1948 inclus ;
- 108 ans et 120 jours pma pour les œuvres publiées du 01/01/1921 inclus au 31/12/1947 inclus ;
- 114 ans et 272 jours pma pour les œuvres publiées jusqu'au 31/12/1920 inclus.

Mais la manière dont les prorogations de guerre devaient être gérées dans ce régime de la loi Lang, qui a duré de 1985 à 1992, n'a jamais été explicitée,
et ne semble pas avoir fait l'objet de jurisprudence susceptible de confirmer son mécanisme.
L'opinion de la Cour de cassation (mais qui ne fait pas l'objet d'une jurisprudence) est cependant que, dans le cas des œuvres musicales, « la loi du 3 juillet 1985 avait porté à 70 ans la durée de protection normale, de sorte que les bénéficiaires des prorogations de guerre applicables à cette date pouvaient prétendre à une durée de protection excédant 70 ans (dans l’hypothèse maximum : 84 ans et 272 jours) ».
On peut remarquer néanmoins que l'hypothèse « maximum » citée par la Cour de cassation ne correspond pas au maximum réel pour les compositeurs morts pour la France pendant la Première Guerre mondiale, comme Fernand Halphen (1917), Joseph Boulnois (1918) ou René Vierne (1918), compositeurs dont les œuvres ont bénéficié d'une protection théorique de 114 ans entre 1985 et 1992. On peut remarquer d'autre part que si les bénéficiaires pouvaient prétendre à une protection plus longue en 1985, ce qui avait été l'opinion commune, cette possibilité de cumul avait ensuite été supprimée par la codification de 1992.

#### Effet de la codification de 1992
La possibilité de superposer les prorogations de guerre au régime exceptionnel des compositions musicales, qui a duré de 1985 à 1992, n'a jamais été explicitée par le législateur, et ne semble pas avoir fait l'objet de décision de justice importante susceptible de confirmer son existence. En revanche, on peut noter que cette possibilité n'est pas évoquée lors des débats parlementaires de 1997, qui ne mentionne que le cas des morts pour la France.
Dans la codification du droit d'auteur par la loi 92-597 du 1er juillet 1992, l'article 123-1 conservait l'exception d'une durée de soixante-dix ans pour les compositions musicales héritée de la loi Lang du 3 juillet 1985. Cependant, en ce qui concerne la codification des prorogations de guerre, reprises par les articles 123-8 et suivants, la loi 92-597 a précisé que les prorogations étaient calculées sur « Les droits accordés par la loi du 14 juillet 1866 », c'est-à-dire sur la base d'une durée normale de cinquante ans. La manière dont la codification de 1992 a été réalisée est d'une grande portée.
Par cette rédaction, tout d'abord, le législateur entérinait explicitement et distinguait l'existence de deux régimes indépendants - Ubi lex distinguit, distinguere debemus. Après la codification, en effet, les textes dissociaient formellement deux régimes qui ne peuvent pas être mêlés dans les jugements :
- Le régime général, défini par l'article 123-1, de cinquante ans (ou soixante-dix ans pour les compositions musicales) ;
- Le régime des prorogations, défini par les articles 123-8 et suivants, pour lequel la durée de référence était de cinquante ans.

Par cette rédaction ne distinguant que deux régimes, le législateur interdisait après 1992 de lire dans les textes un troisième régime, superposant le bénéfice des prorogations avec celui des soixante-dix ans de protection de la loi Lang. Trois ans avant l'entrée en vigueur de la directive d'uniformisation en 1995, date à laquelle rechercher si la durée de protection était supérieure à 70 ans, cette possibilité n'existe pas dans le code de la propriété intellectuelle, où le droit de prorogation ne se rattache plus qu'à « la loi du 14 juillet 1866 » de cinquante ans.
Enfin, si ces articles 123-8 et suivants avaient traité d'un « droit acquis à un prolongement », ce droit aurait été acquis, une fois pour toutes, lors de la promulgation des lois de 1919 et 1951, et aurait porté sur le périmètre défini des œuvres publiées avant la fin des années de guerre. Mais un tel droit acquis n'aurait pu avoir de sens que par rapport à la durée de droit commun, en évoluant en liaison directe avec lui. Une réécriture « à droit constant » de l'article, pour son insertion correcte dans le code, aurait alors simplement conduit à la formulation disant que « Les droits accordés par l'article L.123-1 sur les droits des [...] auteurs, compositeurs ou artistes sont prorogés [d'un temps...] ». Par sa rédaction renvoyant à la loi de 1866, le législateur coupait ce lien, ne permettant plus de considérer que les prorogations de guerre puissent être considérées implicitement ou par défaut comme un « droit acquis ».
De plus, dans la mesure où la codification se fait par principe « à droit constant »,, elle jette un éclairage sur le droit passé. Rétrospectivement, on peut relever que, pour le législateur, les prorogations de guerre n'ont pas été considérées comme un « droit acquis », et que la prolongation à soixante-dix ans accordée par la loi Lang était dès l'origine exclusive d'un cumul avec ces prorogations : le régime du cumul, construction doctrinale et jurisprudentielle longtemps débattue, se voyait retirer tout fondement légal par l'interprétation qu'en a donné la loi 92-597 du 1er juillet 1992.

#### Transposition de la directive européenne en 1997
Avec la codification de 1992, pour la première fois, la durée de protection d'un droit d'auteur était réduite dans les textes. De ce fait, il devenait intéressant pour les titulaires du droit d'auteur sur des œuvres musicales d'avant-guerre d'invoquer le bénéfice du « droit acquis », pour ne pas subir une diminution de la durée de leur droit.
Faute de référence juridique claire sur la question, l'incertitude bénéficie habituellement au titulaire du droit d'auteur, conduisant de facto à accorder à la protection supplémentaire le caractère de « droit acquis ».
C'est dans cette logique que la SACEM a réclamé 1 000 euros en 2005 à Jean-Christophe Soulageon, parce que Pierre Merejkowsky avait siffloté l'Internationale dans son film Insurrection/résurrection, : cette musique composée par Pierre Degeyter (mort en 1932) est entrée dans le domaine public en 2003 si l'on applique la règle des 70 ans, mais en 2017 si le cumul des prorogations de guerre est possible.
Lorsque la directive européenne de 1993 a été transposée en droit français par la loi du 27 mars 1997, l'article 123-1 (qui prévoyait une durée de 50 ans sauf pour les œuvres musicales où elle est de 70 ans) a été remplacé par le régime accordant une protection uniforme de 70 ans. Cette loi de 1997 n'abrogeant pas les prorogations de guerre, nombre de gens ont cru pouvoir appliquer aux œuvres non-musicales, à présent alignées sur le régime des 70 ans, la même règle que celle déjà communément admise pour les œuvres musicales qui en bénéficiaient déjà : ajouter les prorogations de guerre à la nouvelle durée de 70 ans post mortem.
En effet, si les prorogations de guerre constituent un « droit acquis », ce droit a été initialement acquis et existe aussi bien pour les œuvres musicales que pour les autres : par le fait que l'œuvre a été publiée avant la guerre, le droit a été créé une fois pour toutes, dès la promulgation des lois correspondantes. Il trouve donc à s'appliquer à la nouvelle durée de 70 ans pour toutes les œuvres, et non uniquement pour les œuvres musicales. Cette idée était renforcée par la mention du respect des « droits acquis » dans le considérant 9 et l'article 10-1 de la directive européenne de 1993, prévoyant que, si une durée de protection plus longue a commencé à courir au 1er juillet 1995, les dispositions communautaires ne doivent pas avoir pour effet de la raccourcir.
La doctrine a majoritairement conservé l'idée que les durées de protection précédentes continuaient à courir pour les œuvres qui en bénéficiaient (c'est-à-dire les auteurs décédés avant la codification de 1992), au titre d'un « respect des droits acquis », aboutissant à la règle pratique (mais sans fondement textuel) que, pour les œuvres musicales, « les prorogations (des articles 123-8 et suivants) s'ajoutent (depuis 1985) aux 70 ans post mortem (codifié par l'article 123-1). »
Les juges tranchaient en additionnant les prorogations de guerre à la durée de soixante-dix ans post mortem et ce, y compris lorsque l’œuvre avait bénéficié d’un rappel à la protection, fondant notamment leurs décisions sur le respect des « droits acquis » (considérant 9 de la directive de 1993).

#### Question du droit acquis
En France, la justification du « droit acquis » repose sur l'article 2 du code civil, qui énonce le principe d'ordre public selon lequel « la loi ne vaut que pour l'avenir, elle n'a point d'effet rétroactif ». Dès lors, en présence d'une loi nouvelle, il convient de rechercher si les droits qu'elle concerne ont été acquis par leur bénéficiaire, auquel cas la loi ancienne devra être appliquée, ou si ces droits n'ont pas été « acquis », auquel cas la nouvelle loi s'appliquera aux situations en cours.
La question de fond, pour trancher ces revendications, est de savoir si les prorogations peuvent être considérées comme un « droit à une durée supplémentaire » (droit susceptible d'être acquis), ou si à l'inverse elles sont simplement une « durée supplémentaire accordée à un droit » (droit accordé par la loi indépendamment de sa durée), cette durée s'appréciant en principe suivant ce que dit la loi en vigueur. En l'espèce :
- Dans l'hypothèse où une prorogation de guerre peut être considérée comme un « droit à une durée supplémentaire », un tel droit serait alors constitué au moment de son fait générateur (publication avant la guerre, ou mort pour la France), et ne devrait pas être remis en cause par une législation ultérieure. Si par la suite la durée légale de protection s'allonge, le « droit à protection supplémentaire » trouve alors à s'appliquer sur la nouvelle durée ;
- Une version plus faible du « droit acquis » serait de savoir s’il faut considérer la prorogation comme acquise dès 1951 (lorsque le législateur français a introduit la compensation en faveur des auteurs morts pour la France), ou à l’expiration de la durée « de base », c'est-à-dire 70 ans après la mort de l’auteur. Dans le cas de Maurice Ravel, par exemple, la durée normale ne s'achève que le 1er janvier 2008, auquel cas la prorogation proprement dite n’avait pas commencé à courir lorsque la durée de protection a été portée à 70 ans en application de la directive européenne, et le non-cumul ne serait pas le retrait d’un droit acquis[29].

En droit français, deux observations vont à l'encontre du « bénéfice des droits acquis » dans le cas des droits d'auteur :
- La ratio legis de la codification étant de donner au justiciable un accès facile à la loi applicable, a priori à droit constant, on peut légitimement considérer que la codification de 1992 constitue une loi interprétative qui a de facto supprimé la question relative aux œuvres de composition musicale ;
- Après la transposition de la directive européenne en 1997, on peut remarquer que, lorsque la loi précise que doivent être maintenues certaines solutions découlant de la législation précédente, ces situations antérieures tendent à être implicitement posées comme ne bénéficiant pas du bénéfice des « droits acquis », puisque ce bénéfice est par défaut : s'il est nécessaire de le préciser dans la loi, c'est que par défaut il n'était pas acquis. Ici, la loi de 1997 ayant précisé dans quels cas le bénéfice des durées antérieurement admises devait être conservé, on peut en déduire que, dans les autres cas, la loi de 1997 a implicitement posé que les durées antérieures ne constituaient pas par elles-mêmes un droit acquis.

Enfin, comme souligné ci-dessus, la manière même dont avait été faite la codification de 1992, renvoyant le calcul des prorogations sur les droits accordés « par la loi du 14 juillet 1866 » (et non « par l'article L.123-1 ») ne peut se justifier que si ces prolongations ne sont pas considérées comme des « droits acquis ».

### Jurisprudence de 2007

#### Le cas des œuvres de Monet
Depuis les arrêts en cassation de 2007, le cas de Claude Monet sert à présent de base à la jurisprudence française. La chronologie de la protection de ses œuvres est la suivante :
- 1926 : mort de Claude Monet ;
- 1965 : La RFA étend à 70 ans la protection des œuvres artistiques ;
- 1985, 1er mai : passage en domaine public des œuvres publiées à partir du 01/01/1921 inclus ;
- 1991, 30 septembre : passage en domaine public des œuvres publiées jusqu'au 31/12/1920 inclus ;
- 1995 : Entrée en vigueur de la directive européenne. Les droits d'auteur étant toujours actifs en RFA, ils sont ressuscités en France ;
- 1997 : Fin de la protection à 70 ans en Allemagne et de la résurrection des droits en France ;
- Les ayants droit de Monet considèrent que les prorogations de guerre n'ont pas été abrogées, et doivent donc s'ajouter au nouveau délai légal. Les éditeurs soutiennent qu'il n'y a pas de droit acquis à ces prorogations, qui avaient épuisé tous leurs effets ;
- 1999 : Dépôt de plainte en contrefaçon : jugement en première instance le 27 juin 2001 (dit que les œuvres de Monet sont protégées), jugement en appel le 16 janvier 2004 (dit que les œuvres de Monet sont tombées dans le domaine public le 1er janvier 1997)[30] ;
- 2006 : Fin revendiquée à « 70 ans + prorogations » pour la protection des œuvres publiées après 1921 (prorogations de la Seconde Guerre mondiale) ;
- 2012 : Fin revendiquée à « 70 ans + prorogations » pour la protection des œuvres publiées avant 1921 (prorogations des deux guerres).

#### Les arrêts de la Cour de cassation

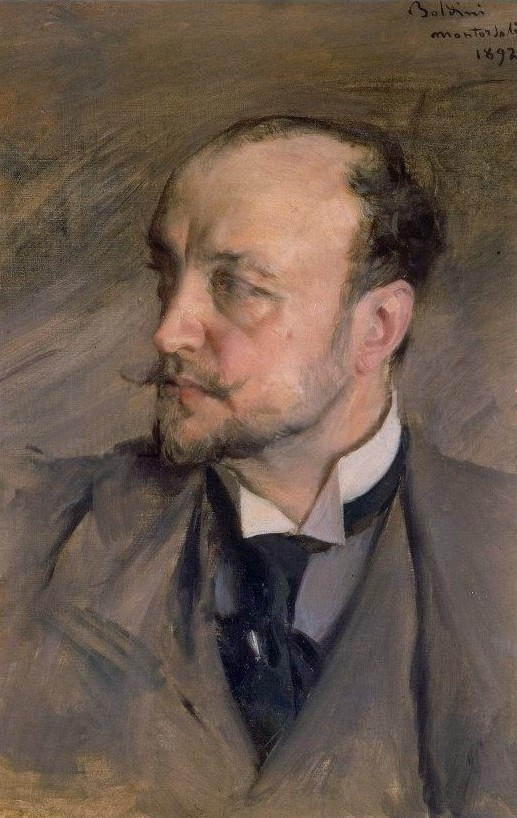
Giovanni Boldini (mort en 1931). Jugé que son œuvre est dans le domaine public depuis 1932+70=2002, et non protégé jusqu'en 1932+84 = 2016.

Les différences d'interprétation ont amené à deux procès, conclus en 2005 par des décisions contradictoires de deux chambres de la Cour d'appel de Paris.
Le 27 février 2007, la Cour de cassation, par deux arrêts (un de rejet, un de cassation), a donné la conclusion à ces procès, et clarifié la situation.
Ces deux arrêts concernent des reproductions de tableaux, pour lesquels la Société des auteurs dans les arts graphiques et plastiques défendait la thèse du cumul :
- Le premier arrêt concerne Claude Monet[14]. L'arrêt note que l'intention du législateur est d'appliquer la directive européenne, et que « la période de 70 ans retenue pour harmoniser la durée de protection des droits d’auteur au sein de la Communauté européenne couvre les prolongations pour fait de guerre accordées par certains États membres ». Dès lors, considérer les prorogations comme des droits acquis indépendants serait contraire à la volonté du législateur.

Cet attendu condamne en pratique la théorie du « droit acquis » : si les prorogations ne peuvent pas être considérées comme un droit à une durée supplémentaire (droit susceptible d'être acquis), elles sont simplement une durée supplémentaire accordée à un droit (existant indépendamment de sa durée), et cette durée s'apprécie en principe suivant ce que dit la loi en vigueur, le maintien d'un régime antérieur n'étant possible que par une disposition expresse de la loi.
- Le même arrêt souligne que les deux régimes sont définis par la loi et doivent de ce fait être examinés par le juge : « en appliquant aux œuvres de Claude Monet le seul nouveau délai de droit commun pour déclarer la protection éteinte 70 ans après la mort de l’auteur, et en refusant de l’allonger des prorogations de guerre au motif inexact que cela reviendrait à « compter une seconde fois les prolongations de guerre », la cour d’appel a violé, ensemble, les articles L. 123-8 et L. 123-9 du code de la propriété intellectuelle et 16. III de la loi du 27 mars 1997 » (il n'est pas possible de raisonner comme si les prorogations de guerre n'existent plus, puisqu'elles sont définies par le code : il faut évaluer leur effet correctement) ;
- Le second arrêt concerne Giovanni Boldini[15], décédé en 1931. Il explicite l'erreur de droit que représente le cumul : dans le régime général, son œuvre est protégée jusqu'en 1932 + 70 = 2002, alors que si les prorogations de guerre peuvent s'ajouter au nouveau délai de 70 ans, la protection s'étend jusqu'en 1932 + 84 = 2016. La Cour de cassation indique : « pour dire que l’œuvre du peintre Giovanni Boldini [...] bénéficiait de la protection par le droit d’auteur jusqu’au 29 septembre 2016, l’arrêt [de la cour d'appel] énonce que les prolongations pour fait de guerre, prévues par les articles L. 123-8 et L. 123-9 du code de la propriété intellectuelle, non abrogés par la loi du 27 mars 1997, doivent se cumuler avec la durée légale de protection [...] en statuant ainsi [...] la cour d’appel a violé les textes susvisés » (puisque les articles L.123-8 et L.123-9 renvoient explicitement aux droits accordés par la loi du 14 juillet 1866  (de 50 ans), et non à l'article L.123-1 (70 ans) comme le supposait le raisonnement de la cour d'appel).

Les points essentiels relevés par ces deux jugements sont :
- Les œuvres de Monet "sont nées à nouveau à la protection du droit d’auteur" en 1995 ;
- Cette protection a pour durée celle résultant du nouveau droit commun, éventuellement augmentée des prorogations de guerre que la loi du 27 mars 1997 n’a pas supprimées ;
- Par ailleurs (arrêt Boldini), doit être cassé le jugement qui dirait que les prolongations pour fait de guerre (art. L. 123-8 et L. 123-9 CPI) doivent se cumuler avec la durée légale de protection de l'article L. 123-1 ;
- La période de 70 ans retenue pour harmoniser la durée de protection des droits d’auteur au sein de la Communauté européenne couvre les prolongations pour fait de guerre ;
- Au 1er juillet 1995, les ayants droit de l’artiste ne pouvaient se prévaloir, en France, d’une durée de protection plus longue [que 70 ans ou 50 ans + prorogations].

Il ressort de ces deux arrêts que dans la rédaction du code de la propriété intellectuelle, le régime de protection de 70 ans post mortem auctoris ne peut pas se cumuler avec celui des prorogations de guerre, et que ce dernier conserve une existence légale.
La loi de 1997, qui a porté les droits d'auteur de 50 à 70 ans, n'a pas simplement ajouté 20 ans à la durée des droits incluant les prorogations de guerre (contrairement à ce qui avait été le cas pour la prolongation des droits des œuvres musicales avec la loi 85-660) : la codification du droit de la propriété intellectuelle, réalisée entre-temps par la loi 92-597, avait déjà dissocié le régime général de celui incluant les prorogations ; et la prolongation à soixante-dix ans n'a porté que sur le régime général, pas sur celui des prorogations.
Les premiers auteurs morts pour la France de la Grande Guerre (tels Charles Péguy en 1914) ont donc vu leurs œuvres entrer dans le domaine public le 30 septembre 2009. Le cas du roman Le Grand Meaulnes publié en 1913 chez Gallimard, dont l'auteur Alain-Fournier est mort pour la France en 1914, est exemplaire : l'œuvre étant entrée dans le domaine public, les éditions de ce roman, dont le succès continu fait un enjeu important, se sont multipliées depuis 2009 sans que Gallimard s'y oppose. Inversement, un arrêt a considéré dans ses attendus que l’œuvre de Guillaume Apollinaire était dans le domaine public, bien que le poète ait été déclaré officiellement « mort pour la France », mais la position étonnante de cette juridiction porte sur un point qui n'était pas objet du débat.

#### Exception au régime général européen
Si l'arrêt de la Cour de cassation interdit clairement le cumul des prorogations avec le nouveau régime de 70 ans, introduit en 1997 après la codification, il ne règle pas aussi clairement celui des compositions musicales, qui avait été introduit par la loi Lang en 1985 avant la codification, et pour lesquelles le cumul des deux régimes avait existé dans les textes entre 1985 et 1992.
L’exemple cité et débattu par la doctrine est celui de Maurice Ravel, mort en 1937. Le problème est de savoir si l’œuvre disposait d’une protection de 70 ans à partir du 1er janvier suivant la date du décès du compositeur, auquel cas le Boléro est de libre accès depuis 1er janvier 2008, ou si (en acceptant le maintien des droits acquis via la loi Lang) son exploitation est exclusivement réservée à ses ayants droit jusqu'au 29 avril 2016 inclus. Un autre exemple est celui du compositeur René Vierne, mort pour la France en 1918 : ses œuvres sont-elles protégées jusqu'au 28 septembre 2032 inclus (bénéficiant du régime acquis en 1985) ou jusqu'au 28 septembre 2012 inclus (suivant le régime découlant de la codification de 1992) ?
Une exception possible à la règle générale des 70 ans, selon la Cour de cassation, est constituée par « les cas où au 1er juillet 1995, date d’entrée en vigueur de la directive, une période de protection plus longue avait commencé à courir, laquelle est alors seule applicable. » Cette mention formelle d'une exception reprend simplement celle de l'article 16 de la loi de transposition 97-283, « L'application des dispositions du titre II de la présente loi ne peut avoir pour effet d'abréger la durée de protection des droits d'auteur et des droits voisins qui ont commencé à courir avant le 1er juillet 1995 », laquelle est prise en application de l'article 10.1 de la directive 93/98/CEE. La Cour de cassation conclut dans son rapport annuel que, conformément à la loi de 1995, « le juge doit rechercher si à la date du 1er juillet 1995 les ayants droit de l’auteur pouvaient ou non prétendre à une durée de protection supérieure à 70 ans ».
Cependant, pour relever que « cette situation n’est pas une hypothèse d’école », le communiqué prend deux exemples finalement paradoxaux.
Le cas des œuvres musicales, « pour lesquelles la loi du 3 juillet 1985 avait porté à 70 ans la durée de protection normale, de sorte que les bénéficiaires des prorogations de guerre applicables à cette date pouvaient prétendre à une durée de protection excédant 70 ans (dans l’hypothèse maximum : 84 ans et 272 jours) », est cité comme première exception. Mais au 1er juillet 1995, date de référence pour apprécier l'existence d'un délai supérieur, ce régime n'existait plus depuis trois ans. Même pour les œuvres musicales, il n'était plus possible à cette date d'ajouter la durée de protection de 70 ans (introduite par la loi Lang de 1985), et les prorogations de guerre et la prorogation visant les auteurs morts pour la France (loi du 3 février 1919, loi no 51-1119 du 21 septembre 1951, loi du 27 avril 1916), parce que ce régime de superposition, qui avait été rendu possible par la rédaction de la loi 85-660, avait de toute manière été supprimé par la codification de 1992. De ce fait, le régime évoqué par la Cour de cassation avait déjà disparu à l'occasion de la codification du droit d'auteur par la loi 92-597 du 1er juillet 1992, et l'exception invoquée par la Cour de cassation ne trouve pas à s'y appliquer (sauf à démontrer que la prorogation avait été maintenue au titre du « droit acquis », mais la possibilité d'une telle superposition est écartée explicitement par les attendus de l'arrêt concernant Claude Monet).
Le cas des œuvres d’auteurs morts à la guerre « dont les ayants droit bénéficiaient, outre des prorogations susvisées, d’une prorogation complémentaire de 30 ans (art. L.123-10 du code de la propriété intellectuelle) portant la durée de protection à 94 ans et 272 jours suivant l’année civile de la mort de l’auteur » est cité comme seconde exception. Mais si ce régime existait bien au 1er juillet 1995, il n'a de toute manière pas été abrogé en droit français et continue à figurer dans le code de la propriété intellectuelle. Le caractère exceptionnel de cette situation, mentionnée par la Cour de cassation, est rendu possible par l'article 10.1 de la directive 93/98/CEE, dont l'existence même montre que la prorogation ne peut être un « droit acquis ». Il n'est pas exceptionnel par rapport au droit français, mais par rapport à l'uniformisation recherchée par la directive européenne.